# Power pop
Power pop je hudební žánr, který se vyvinul v USA a Spojeném království na začátku 70. let 20. století. Z power popu kromě dalšího vzešel i synthpop či New Wave. Styl definují kytarová sóla a ostré melodie.

## Představitelé
- Badfinger
- Big Star
- Cheap Trick
- Alex Chilton
- Dwight Twilley Band
- The Kinks
- The Move
- The Hollies
- The Beau Brummels
- The Cowsills
- The Knack
- The Rasberries
- Tom Robinson Band
- The Zombies